# O Cerco
O Cerco (dt.: „Die Umzingelung“) ist ein portugiesischer Film des Regisseurs António da Cunha Telles von 1970. Er gilt als ein Hauptfilm des Novo Cinemas.

## Handlung
Marta ist eine junge Frau im Lissabon der ausgehenden 1960er Jahre, die sich gerade von ihrem Mann getrennt hat und versucht, sich ein eigenständiges Leben aufzubauen. Sie nimmt eine Stelle als Model in einer Werbeagentur an und lernt in der Folge verschiedene Männer kennen. Während sie weiter finanzielle Engpässe erlebt, entwickelt sie zu Vítor Lopes, der in dubiose Geschäfte verwickelt ist, eine vertrauliche Freundschaft. Als dieser ermordet aufgefunden wird, hat sie Gewissensbisse und fragt sich, ob sie mitschuldig sei, da sie durch eine Unachtsamkeit Vítors Wohnort kundgetan hat. In ihrer Suche nach einem erfüllten Leben inmitten der männerdominierten Gesellschaft bleibt sie am Ende allein.

## Rezeption
Der Film fiel der Kritik auf, als er auf dem Filmfestival in Cannes lief. Er wurde wirtschaftlich das erfolgreichste Werk des Novo Cinema und lief auch in Frankreich auf kommerzieller Basis. Die Darstellung der nach Unabhängigkeit strebenden modernen Frau entsprach dem Zeitgeist, ebenso die äußere Erscheinung und das Auftreten der Hauptdarstellerin. Die rauchende, kurzhaarige und verträumt-selbstbewusst auftretende, hübsche Maria Cabral zierte die Titelseiten von Zeitschriften in Portugal und Frankreich nach dem Film.
O Cerco heißt auf Deutsch in etwa „Die Umzingelung“. Der Film zeigt ein Portugal, das zwischen dem Aufbruch in die Moderne und dem Festhalten an althergebrachten Gesellschaftsstrukturen gefangen ist. Auch das gesellschaftliche Klima der Unsicherheit im Portugal der ausgehenden 1960er Jahre spiegelt sich im Film wider: das Land stand mit seinem Kolonialkrieg gegen die Geschichte und in der internationalen Kritik. Es war festgefahren in den Fängen der eigenen Geschichte und der Propaganda des repressiven Estado-Novo-Regimes. Portugal stand zwischen den Fronten des Kalten Krieges und am Rande des allgemeinen gesellschaftlichen Fortschritts in Europa. Doch neben dieser gedämpften, ungeklärten Grundstimmung wird hier auch der Wohlstand und die rücksichtslose Maßlosigkeit der oberen Gesellschaftsschicht und die wirtschaftlichen Probleme der restlichen Mehrheit gezeigt. Die beobachtende Kamera vermittelt dabei eine ruhige, Gefühle und Gedanken sichtbar unausgesprochen lassende Atmosphäre. Selbst in Szenen des ausgelassenen urbanen Nachtlebens zeigt vor allem Marta eine unterschwellige Unsicherheit und nach innen gekehrte Gedankenwelt, bei allem Stil in den Nachtklubs und der vordergründig einfachen Kommunikation.
Während einige Filme des „Novo Cinema“ erst nach und nach größere Bedeutung erlangten, wie etwa Belarmino oder Pedro Só, konnte O Cerco seine ihm ursprünglich gegebene Größe im Laufe der Jahre nicht untermauern, wie auch Maria Cabral die Hoffnungen auf eine bedeutende Schauspielerin danach nicht erfüllen konnte. Doch unbestritten ist die Wirkung, die der Film zu einer Zeit hatte, als der neue portugiesische Film in seinem entwickelten Elan nachzulassen drohte. Durch das einsetzende Engagement der staatlichen Filmförderung (dem heutigen ICA) und des neuen Filmkollektivs Centro Português de Cinema erhielt das Novo Cinema dann neuen Schwung. O Cerco hatte eine wichtige Funktion zur Aufrechterhaltung der Perspektive für die Filmschaffenden des „Novo Cinemas“.